# 공창덕
공창덕(孔昌德, 1951년 7월 21일~)은 대한민국의 공학자로, 국립군산대학교 소속 석좌 교수 및 조선대학교 공과대학 스마트이동체융합시스템공학부 명예교수이다.

## 경력
- 1994년 9월 ~ 2016년 8월 조선대학교 항공우주공학과 /
- 2016년 9월 ~ 2024년 현재 조선대학교 항공우주공학과 명예교수 /
- 2023년 12월 ~ 2024년 현재 국립군산대학교 산학협력단 석좌교수 특강, 산학협력 /
- 2016년 9월 ~ 2019년 8월 한국항공대학교/한국교통대학교 초빙교수/초빙교수 /
- 2016년 12월 ~ 2021년 12월 IIT Kharagpur (인도) 항공우주공학과 국제초빙교수  /
- 2017년 7월 ~ 2020년 7월 북경항천대학교 (중국) 우주공학부 국제초빙교수  /
- 2001년 8월 ~ 2002년 7월 Imperial College London (영국) 항공공학과 국제초빙교수  /
- 1978년 4월 ~ 1994년 8월 국방과학연구소 항공무기 개발본부 연구개발실장 책임연구원 /
- 1974년 3월 ~ 1978년 3월 국방과학연구소 유도무기 개발본부 과학기술장교 공군중위 /
- 2007년 1월 ~ 2008년 12월 한국추진공학회 회장 /
- 2010년 1월 ~ 2010년 12월 한국항공우주공학회 회장 /
- 2013년 1월 ~ 2016년 12월 항공우주시스템공학회 회장 /
- 2018년 1월 ~ 2018년 12월 한국해군과학기술학회 회장 /
- 2010년 11월 ~ 2015년 12월 산업자원부 항공우주산업개발정책심의회 위원 /
- 2008년 1월 ~ 2015년 12월 국방기술품질원 기술검토위원 /
- 2016년 1월 ~ 2017년 5월 방위사업청 KF-21(보라매) 기술자문위원회 전문위원 /
- 2009년 7월 ~ 2011년 6월  미국기계학회(ASME-IGTI) 사이클창안위원회 위원장 /
- 1999년 1월 ~ 2023년 현재 AEAT/ IJTJE/ CJA/ IJCM/ ACL SCI 저널편집위원 /
- 2010년 1월 ~ 2017년 12월 한국항공우주연구원 정책개발본부 정책자문위원 /
- 2011년 1월 ~ 2012년 12월 국방과학연구소 유도무기개발본부 기술자문위원 /
- 2009년 9월 ~ 2010년 12월 ㈜한국항공우주산업 기술자문위원 /
- 2010년 1월 ~ 2011년 10월  행전안전부 국가기반체계재난관리민간합동평가단 평가위원 /
- 2022년 2월 ~ 2022년 3월 제20대 윤석열 대통령후보 국민의힘 정책본부 항공우주특별위원회 위원장

## 상훈
- 1974년: 문교부 장관상
- 1977년, 1978년 ,1987년 국방과학공로상
- 1989년, 1991년, 1992년: 국방과학상(동상)
- 2004년: 산업자원부장관상
- 2004년: 명예의전당(IBC)
- 2004년: 세계의 선도과학자(ABI)
- 2004년: 올해의 인물(ABI)
- 2008년: 지식경제부장관상
- 2008년, 2013년: 한국추진학회공로상
- 2011년: 한국항공우주학회공로상
- 2013년: 과학기술훈장(도약상)
- 2014년: Who'sWho in the World 2014
- 2015년: KAI-KASA Award
- 2019년: KAL-SASE 특별공로상

## 저서
- 《항공기구조역학》 (조선대학교) 1998년 8월 ISBN 89-8439-029-1
- 《항공가스터빈》 (동명사) 1999년 8월 ISBN 89-411-0929-9
- 《항공우주학개론》 (경문사) 2011년 3월 ISBN 978-89-6105-425-6
- 《항공우주추진공학개론》 (한티미디어) 2008년 8월 ISBN 978-89-91182-60-8